# Subak (waterschap)

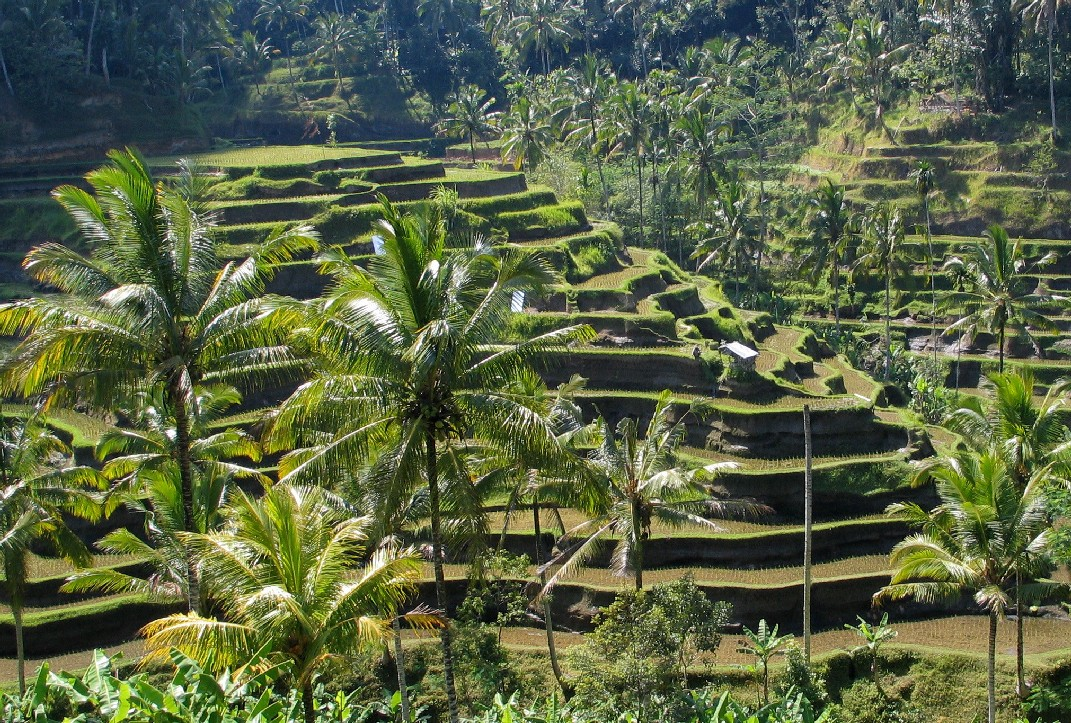
Balinese rijstterrassen zijn onderdeel van het Subak irrigatiesysteem.

Aanleg van een dam door Subakleden bij Pejeng in 1925

Subaks zijn waterschappen op het Indonesische eiland Bali. Zij beheren de waterdistributie ten behoeve van de vele rijstterrassen. Subaks ontstonden in de 9e eeuw. Tempels hebben een spilfunctie binnen deze coöperatieve waterschappen met kanalen en waterkeringen.

## Religieuze relatie

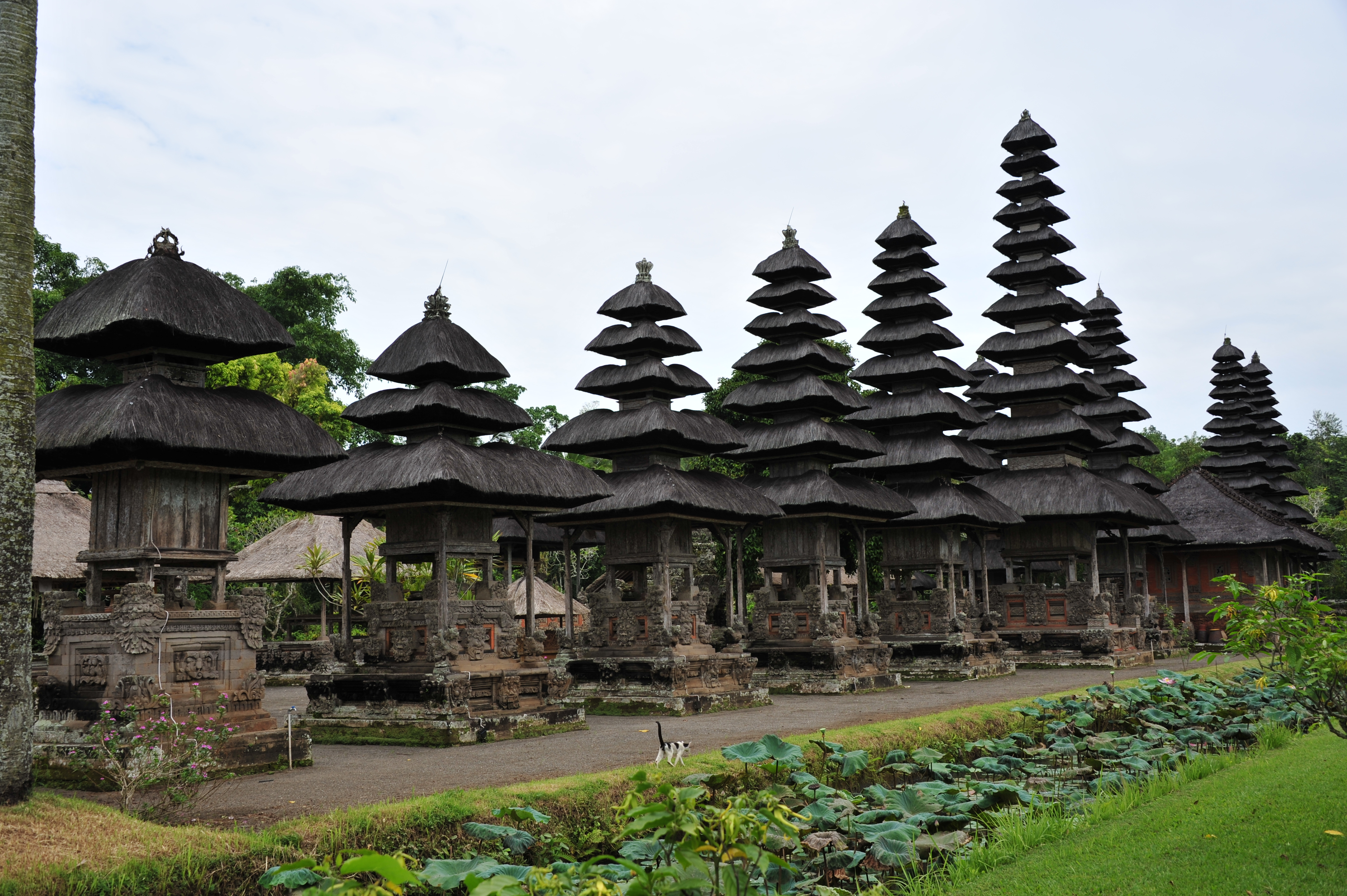
Pura Taman Ayun.

Subak is een traditioneel ecologisch duurzaam irrigatiesysteem dat de Balinese agrarische dorpsgemeenschapverbindt met Balinese tempels. Het waterbeheer valt onder het gezag van de Hindoepriesters in de watertempels, die de Tri Hita Karanafilosofie volgen. Tri Hita Karana verbindt het rijk van de goden, de menselijke wereld en de natuur. Rijst wordt gezien als een gave van God, en het subaksysteem is onderdeel van de tempelcultuur. Watertempelrituelen bieden sociale druk waardoor misbruik van waterafname voorkomen wordt en gecoördineerde rijstteelt met minder plagen bevorderd wordt.

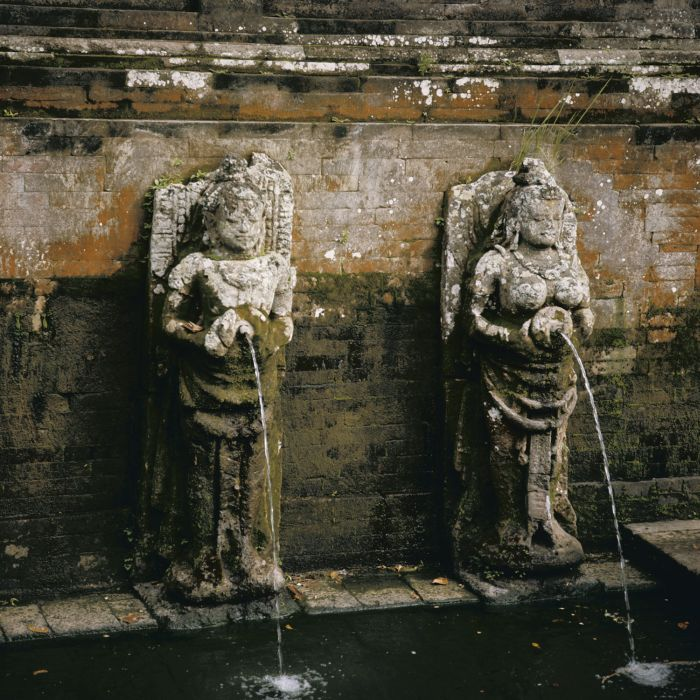
Waterspuwers op de badplaats bij de Pura Goa Gajah of Olifantsgrot

## Systeem
Een subak omvat de waterbronnen, de bossen die het water vasthouden, de terrasvormige rijstvelden, het systeem van kanalen, tunnels en waterkeringen, dorpen en de tempels die het water reguleren. De subaksystemen hebben het landschap op Bali de afgelopen duizend jaar gevormd.
In totaal heeft Bali ongeveer 1.200 subaks met tussen de 50 en 400 boeren die de watervoorziening beheren. De begrenzingen tussen de subaks zijn hydrologisch van aard waardoor een subak een desa kan doorsnijden of meerdere kan bevatten. Bij subaks die van een gezamenlijke dam of bron water afnemen is er vaak sprake van een koepelsubak, Subak-gede genoemd. Van een Subak Agung is sprake wanneer er watercoördinatie van een of meerdere rivieren plaatsvindt.

## Groene revolutie
Programma's in het kader van de groene revolutie vanaf de jaren zeventig hebben op sommige plaatsen gezorgd voor een aantasting van het subaksysteem omdat de modernere rijstsoorten andere teeltwijzen vergden.

## Erfgoedstatus
In juni 2012 werden twee subakregio's toegevoegd aan de werelderfgoedlijst van de UNESCO binnen het Cultuurlandschap van Bali.
In 1981 werd het Subakmuseum geopend in het regentschap Tabanan.